# 1222 Тіна
1222 Тіна (1222 Tina) — астероїд головного поясу, відкритий 11 червня 1932 року.
Тіссеранів параметр щодо Юпітера — 3,200.